# Mihăileni, Hunedoara
Mihăileni este un sat în comuna Buceș din județul Hunedoara, Transilvania, România.
Pe Harta Iosefină a Transilvaniei din 1769-1773 (Sectio 136), localitatea apare sub numele de „Mihelyén”.

## Lăcașuri de cult
În satul Mihăileni, loc cu profunde rezonanțe istorice, a fost construită între anii 1938 și 1941, în timpul păstoririi preotului Miron Popovici, biserica cu hramul „Duminica Tuturor Sfinților”. Este un edificiu de plan triconc, cu absidele poligonale cu trei laturi, supraînălțat printr-o turlă octogonală amplă, pe bază patrulateră, și prin două turnuri-clopotniță, de aceeași formă, ridicate de o parte și de alta a unicei intrări apusene, precedată de un pridvor deschis de zid, frumos pictat. Și la interior lăcașul beneficiază de un bogat decor iconografic, realizat în urma reparațiilor din anii 1968-1969, în perioada 1974-1975; târnosirea s-a făcut în anul 1978. Anterior, obștea ortodoxă locală deținuse o biserică de lemn, ridicată într-un loc inundabil, între anii 1852 și 1855, din inițiativa preotului Nicolae Vârciu; s-a prăbușit în anul 1942. Fundațiile de piatră, de formă dreptunghiulară, cu absida pentagonală decroșată, i-au fost descoperite în timpul săpăturilor arheologice din 1987.

## Galerie de imagini

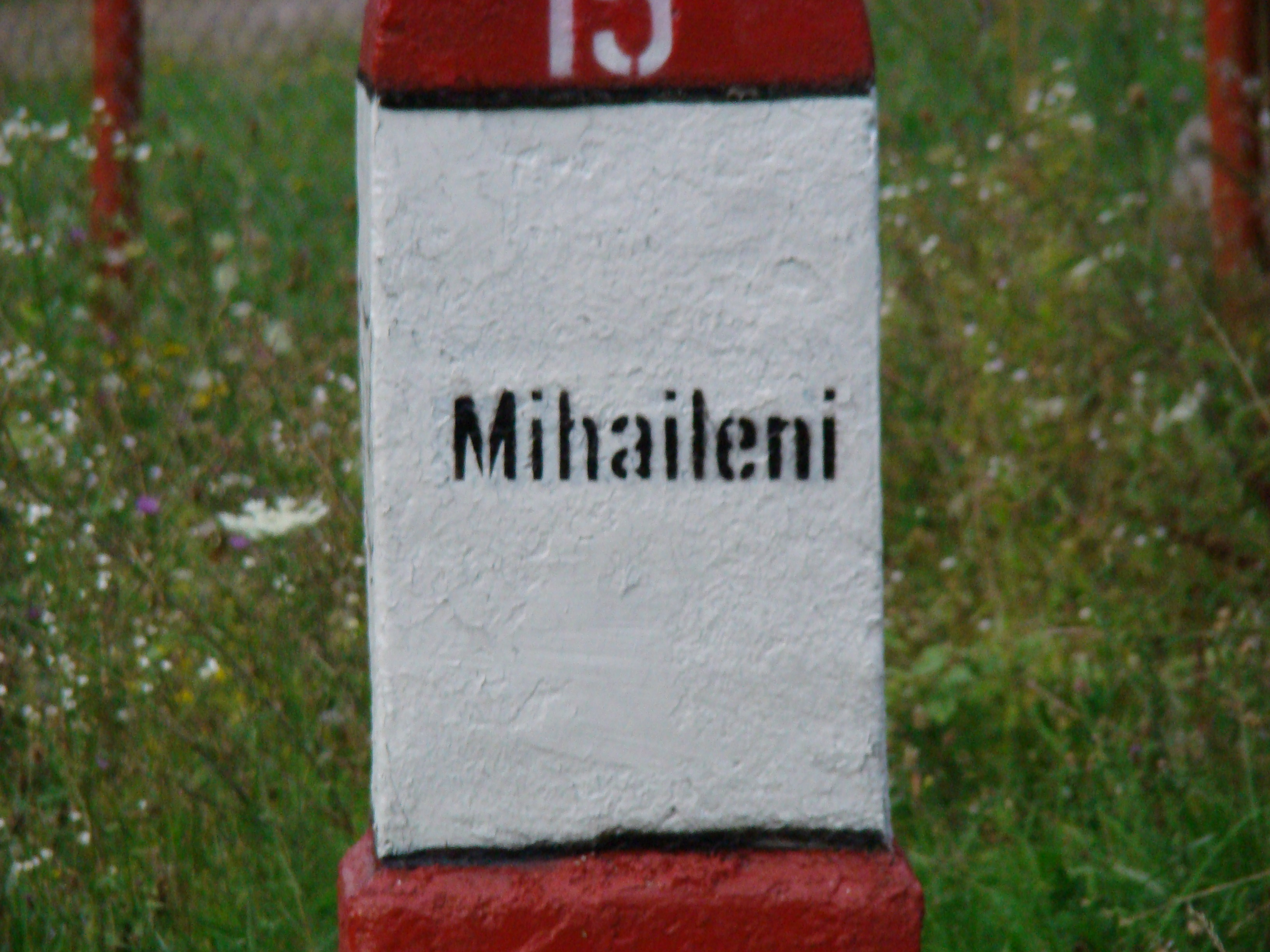
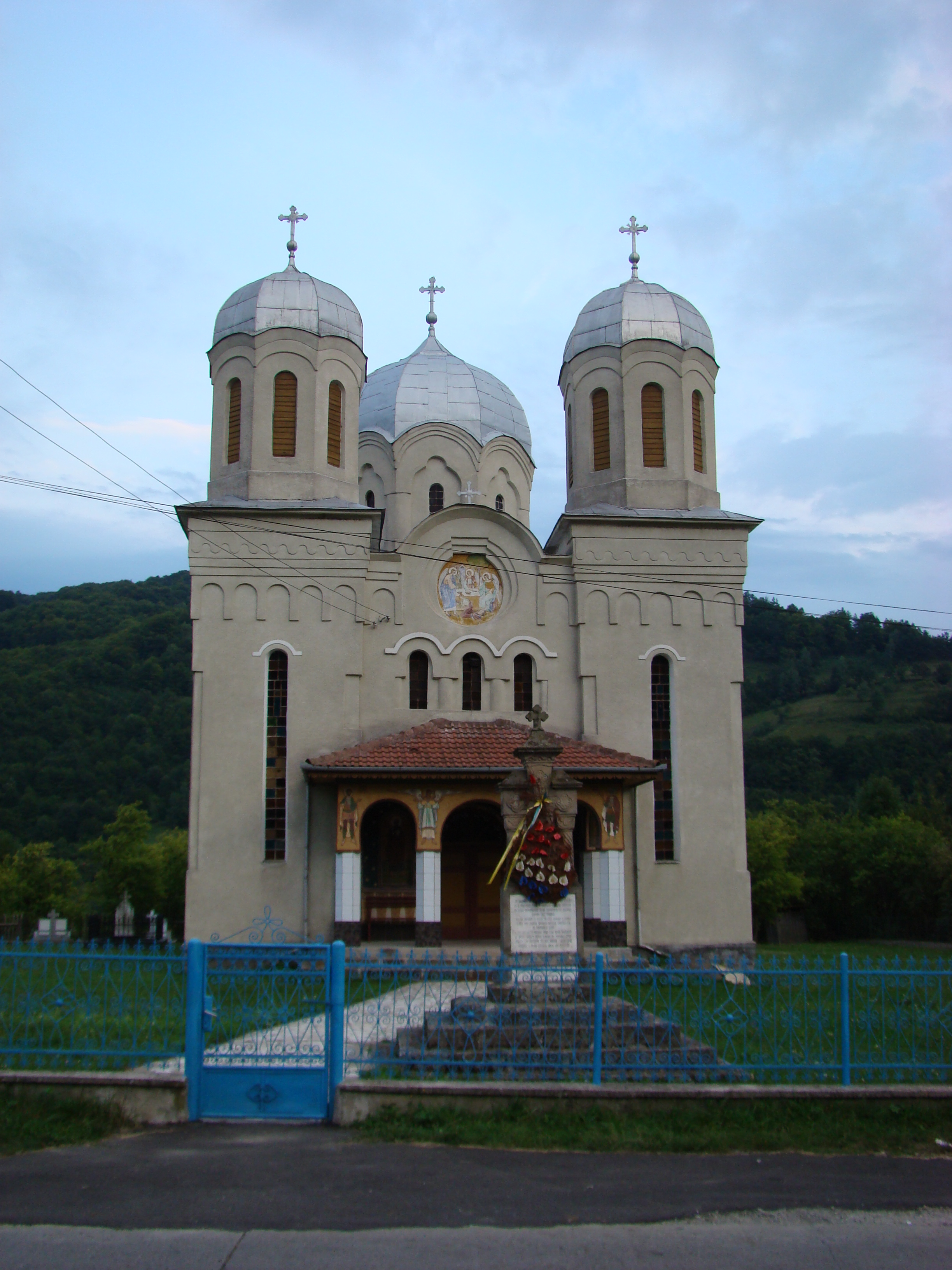
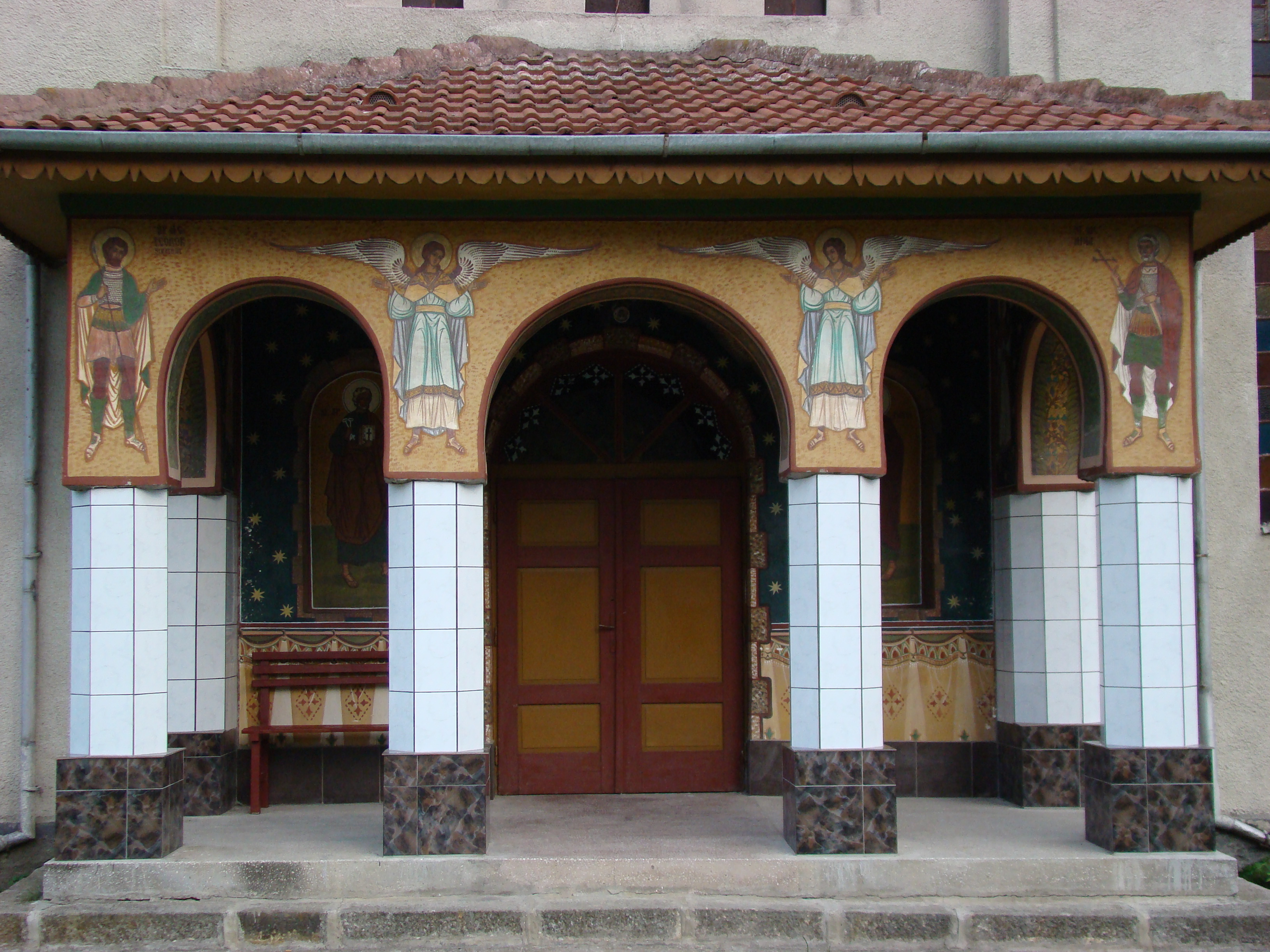
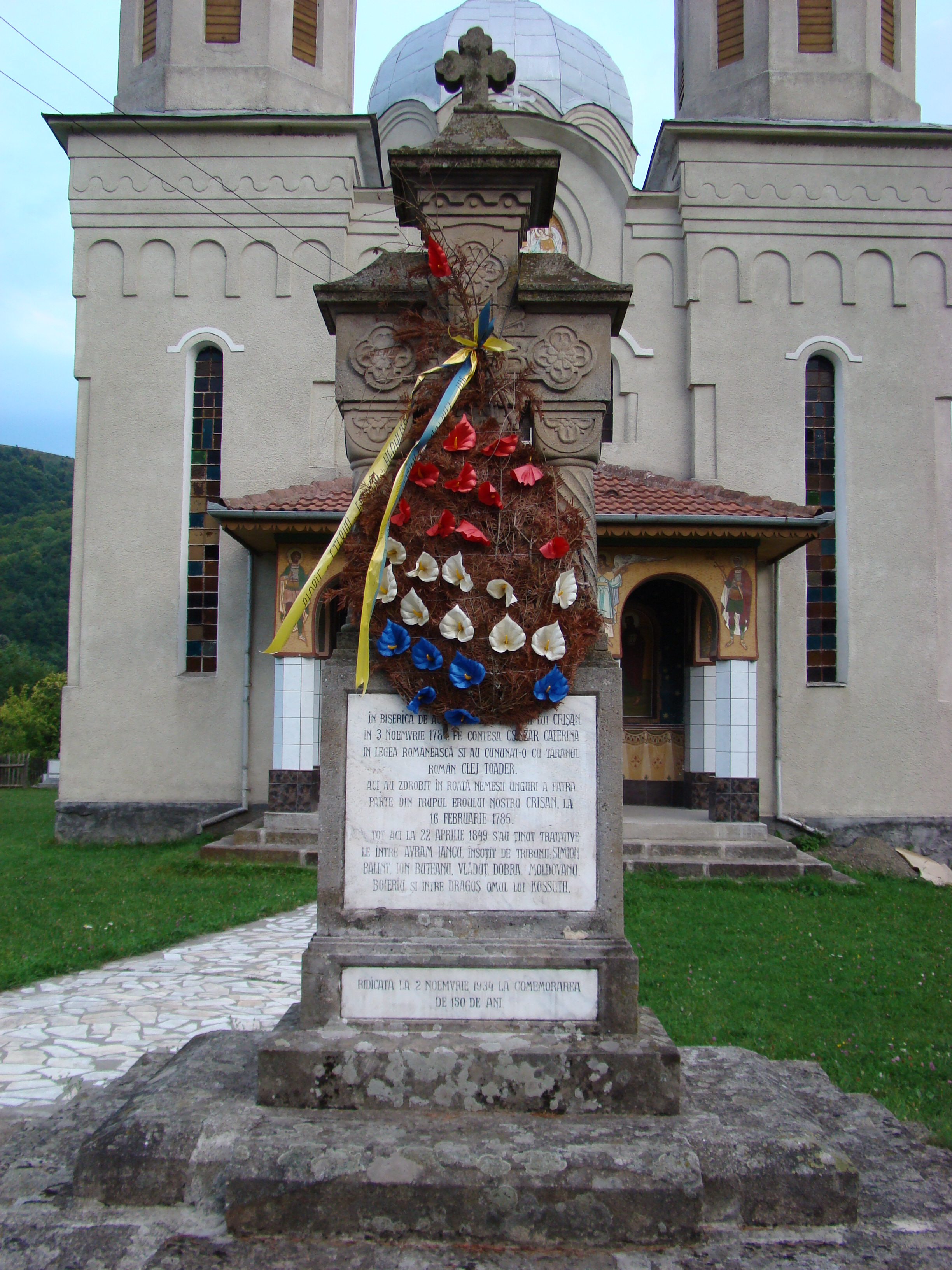